# Dominique Vivant Denon
 (août 2025).
Pour les articles homonymes, voir Denon.
Pour les autres membres de la famille, voir Vivant-Jean Brunet-Denon.
Dominique Vivant, baron Denon, dit Vivant Denon ou Dominique-Vivant Denon, né le 4 janvier 1747 à Chalon-sur-Saône et mort le 27 avril 1825 à Paris, est un graveur, écrivain, diplomate et administrateur français.
Devenu directeur général des musées, il s'illustre dans l'organisation du musée du Louvre. À ce titre, il est considéré aujourd'hui comme un grand précurseur de la muséologie, de l'histoire de l'art et de l'égyptologie.

## Biographie
Dominique Vivant, baron Denon, issu d'une noblesse provinciale, est né à Chalon-sur-Saône, le 4 janvier 1747, dans la maison familiale (Hôtel Denon) et mort à Paris, 7 quai Voltaire, le 27 avril 1825.

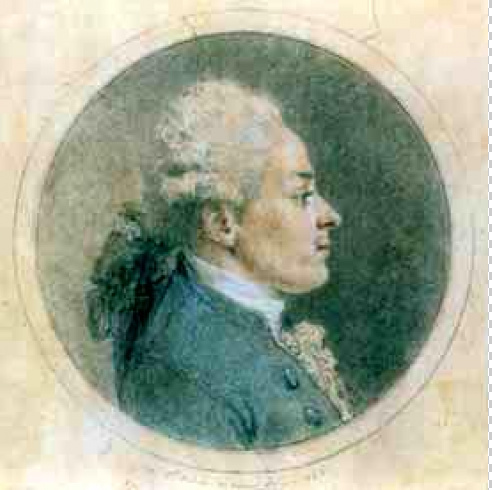
Augustin de Saint-Aubin : Vivant Denon (1768)

Arrivé à Paris en 1764, Dominique-Vivant est destiné à la magistrature par sa famille, mais il n'étudie la jurisprudence qu'à contre-cœur. Il fréquente la faculté de droit de Paris, tout en s'initiant, auprès de Noël Hallé, au dessin et à la gravure. Dans cet atelier, il rencontre les frères de Saint-Aubin, Augustin et Gabriel. En 1768, Augustin fait son portrait. Dominique Vivant finit par renoncer à la magistrature et se tourne définitivement vers les arts, en particulier vers le dessin, pour lequel il a des dispositions.
Introduit en 1768 à la Cour, comme gentilhomme ordinaire de la chambre du roi, et familier des salons parisiens, son physique avantageux, la vivacité de son esprit et l'élégance de ses manières font de lui un courtisan à succès. Il parvient à faire jouer une pièce de sa composition : Julie, ou le Bon Père à la Comédie-Française en 1769, mais qui est un échec.
La même année, il s'initie à la gravure avec le peintre-graveur Noël Hallé, puis travaille dans l'atelier du peintre François Boucher.
Admis auprès de Louis XV, il est chargé par le roi de la direction du cabinet de pierres gravées de madame de Pompadour, et nommé secrétaire d’ambassade à Saint-Pétersbourg, puis en Suède. À l'avènement de Louis XVI en 1774, il est transféré en Suisse.
En 1775, le ministre des Affaires étrangères Charles Gravier de Vergennes lui confie une mission secrète en Suisse, que Denon remplit avec habileté. Il profite du voyage pour rendre visite à Voltaire à Ferney et dessine, avec l'accord de son hôte, le Déjeuner de Ferney (4 juillet 1775), puis son portrait. Les dessins sont diffusés ensuite par la gravure. Le réalisme exaspère Voltaire, qui est fort mécontent du portrait que Vivant Denon dresse de lui en « singe estropié » et le fait savoir par une correspondance nourrie.

Gravures de Denon figurant Voltaire
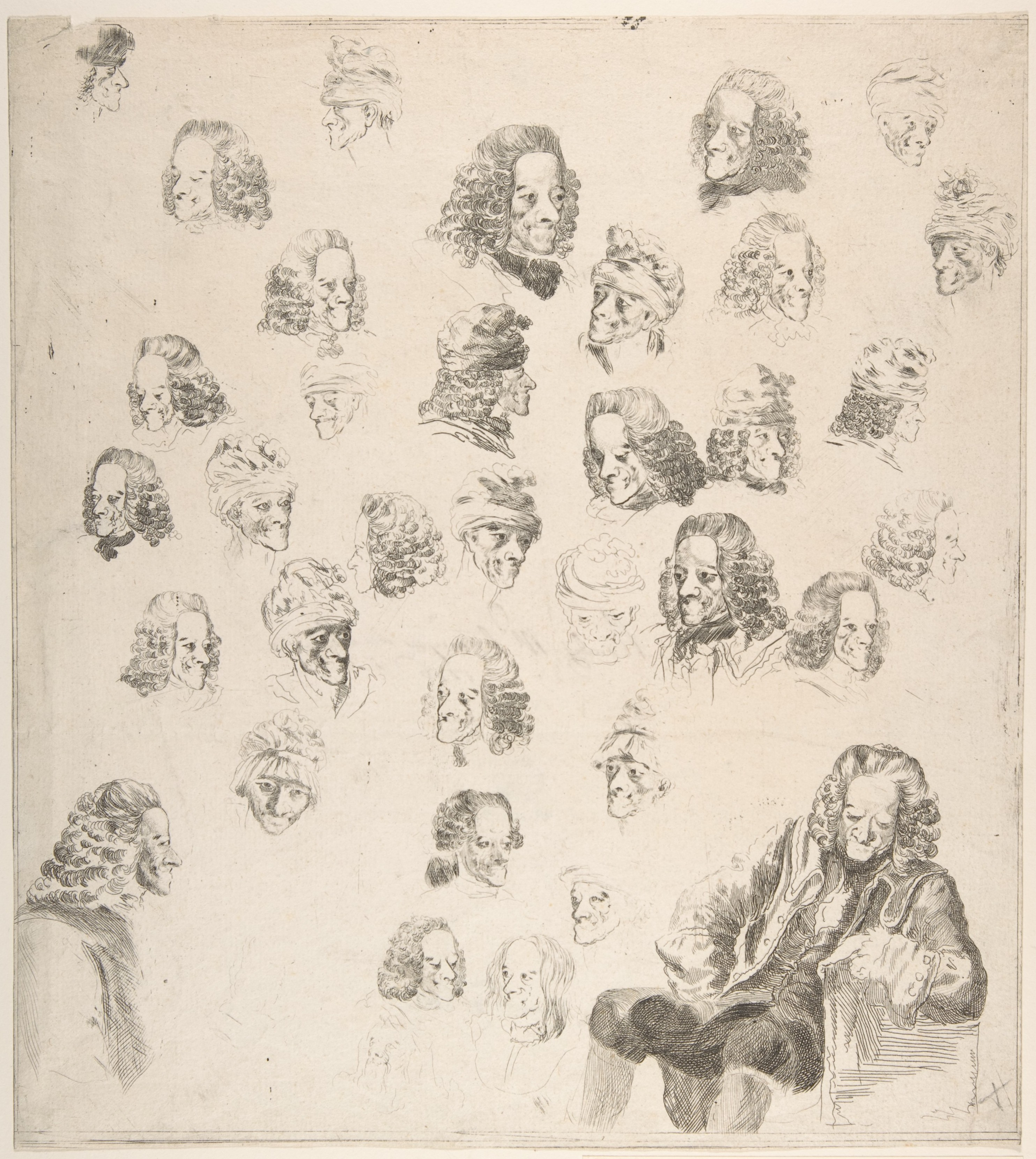
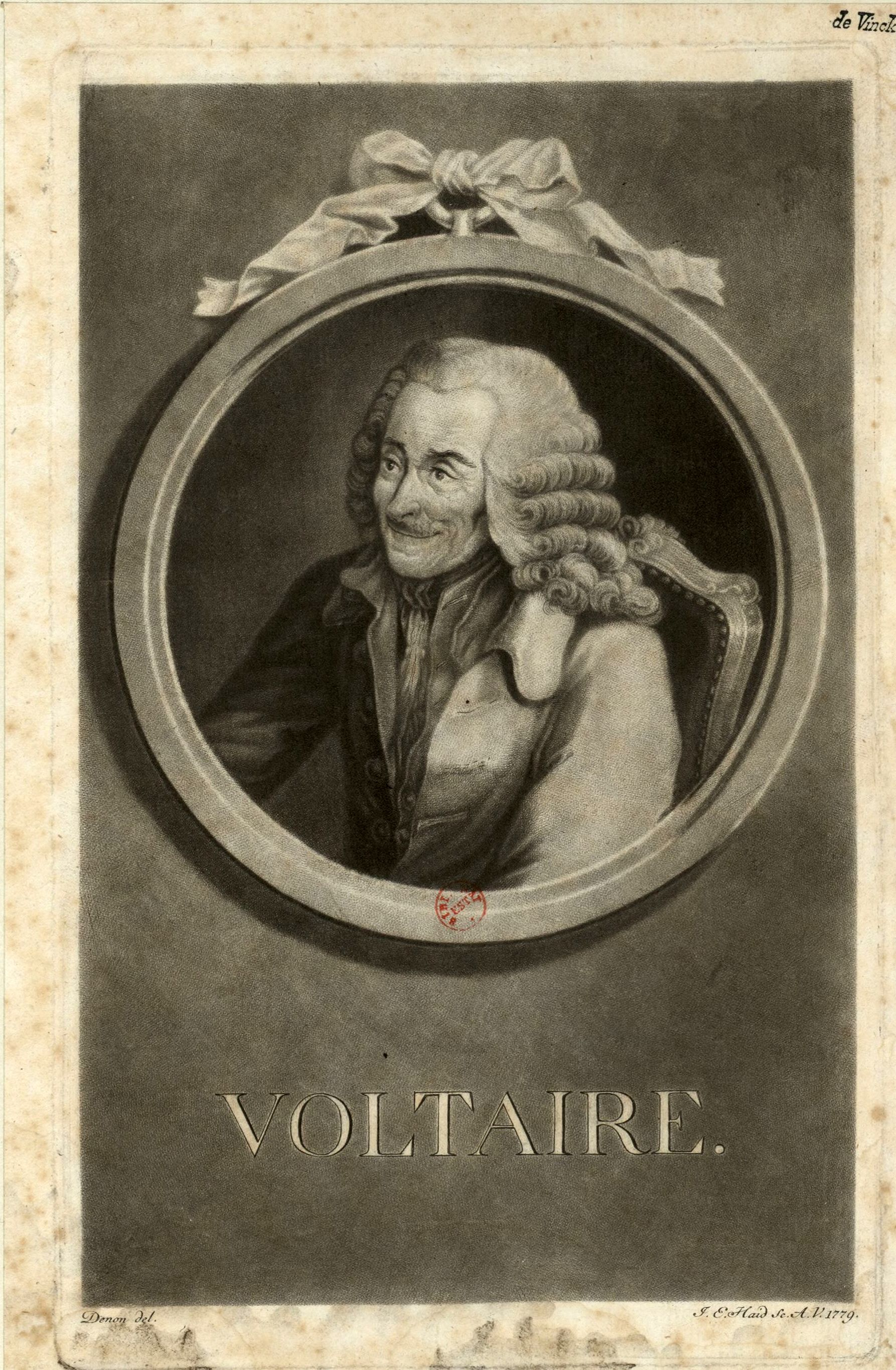
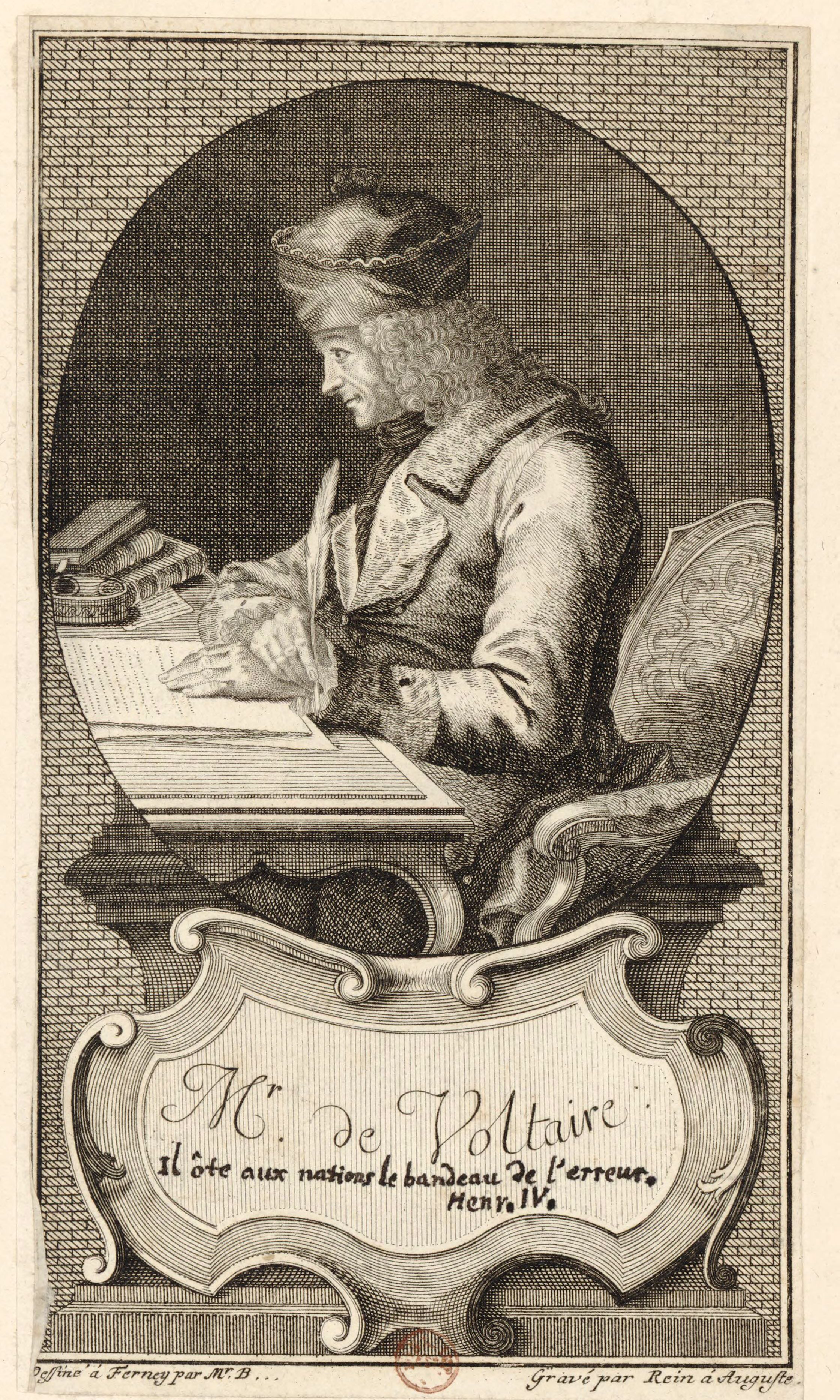
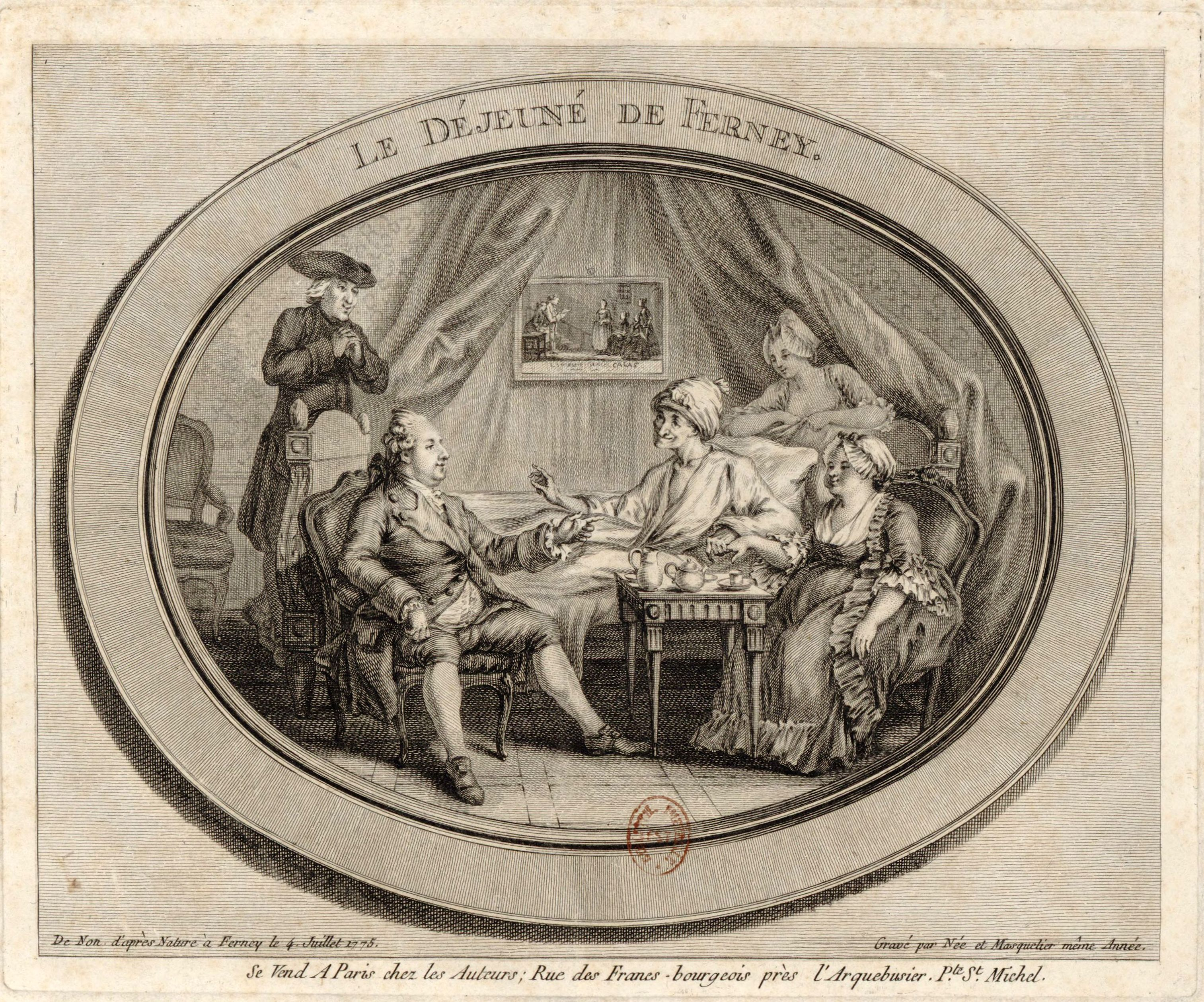

Dans le Déjeuner de Ferney, on voit Voltaire, assis dans son lit, et de gauche à droite : le Père Adam, Jean-Benjamin de La Borde, sa nièce Marie-Louise Mignot dite madame Denis et une servante. On remarque, accrochée au mur, une estampe intitulée La Famille de Calas.
En 1777, Vivant Denon écrit Point de lendemain, un conte qui devient emblématique de la littérature libertine. Une seconde version est publiée par lui en 1812. Le conte inspirera en 1890 une pièce de théâtre, Point de lendemain de Paul Hervieu et le film Les amants de Louis Malle. Le livre est encore édité de nos jours.
Franc-Maçon, Denon a été initié dans la loge « La Parfaite Réunion » du Grand Orient de France à Paris.

### Le voyageur
En 1778, il est nommé secrétaire d'ambassade, puis chargé d'affaires de France auprès du roi des Deux-Siciles. Vivant Denon séjourne en Italie pendant sept ans. Il commence alors à étudier les monuments anciens, à voyager et à produire des dessins et des gravures.
Denon rencontre à Naples Jean-Claude Richard de Saint-Non, qui est en train de rédiger son Voyage pittoresque ou Description des royaumes de Naples et de Sicile en cinq tomes. Denon propose un certain nombre de ses propres dessins et descriptions de ses voyages en Sicile, mais à condition que son nom n'apparaisse pas, sans doute en raison de sa situation diplomatique à l'ambassade. En 1788, Denon publie sous le nom « De Non » son Voyage en Sicile et à Malte.
À Naples, il fréquente les salons, en particulier celui de lady Hamilton, épouse de l'ambassadeur d'Angleterre Sir William Hamilton et maitresse de l'amiral Nelson.

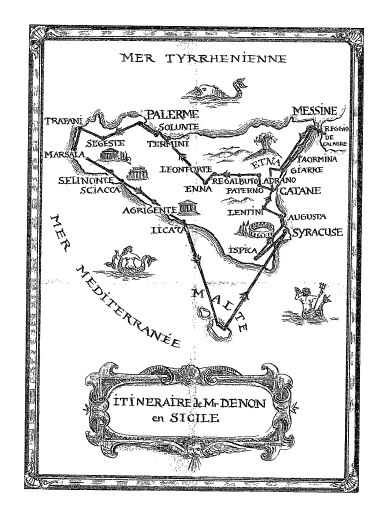
Voyage en Sicile et Malte.
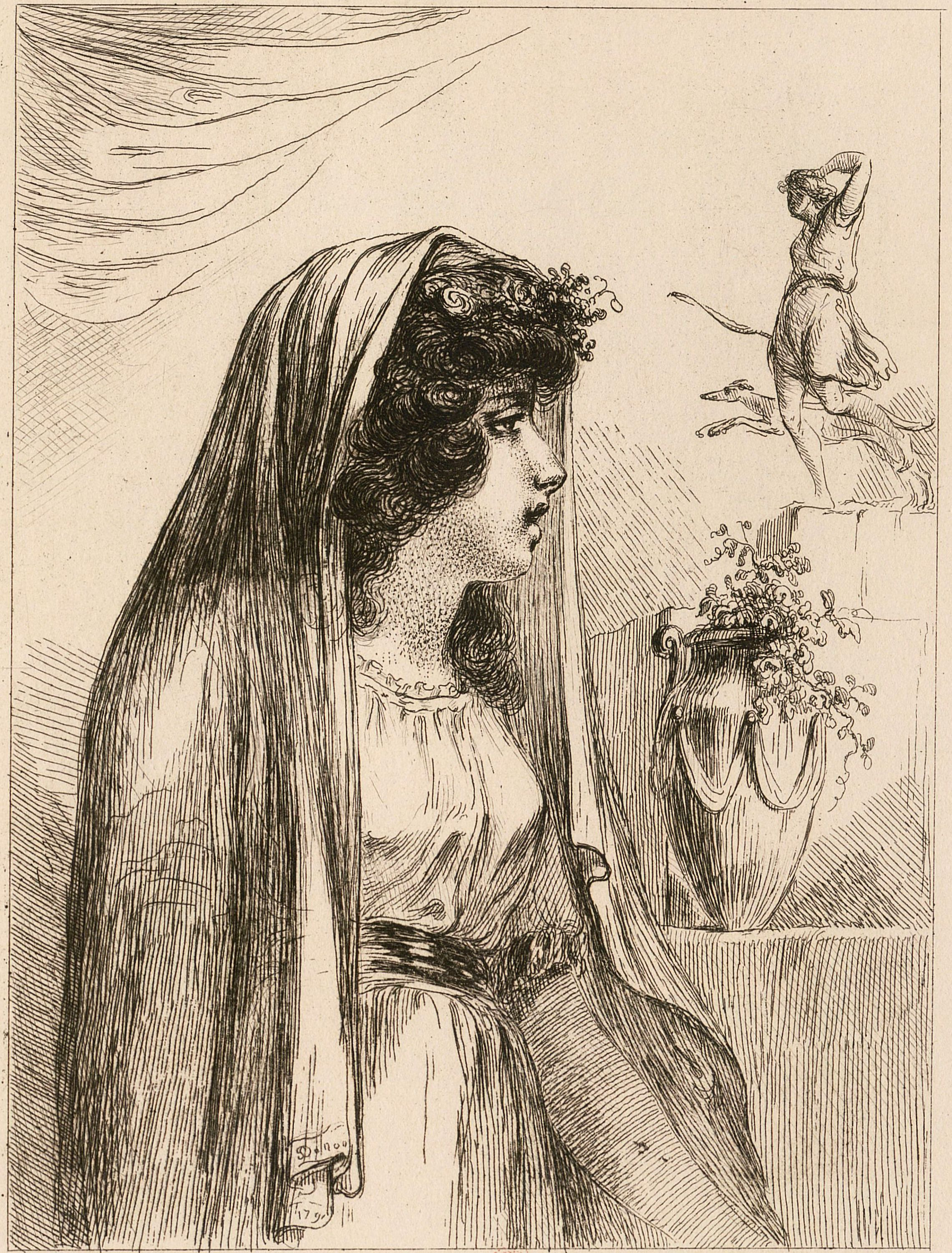
Emma Hamilton dans la rôle de Diane.
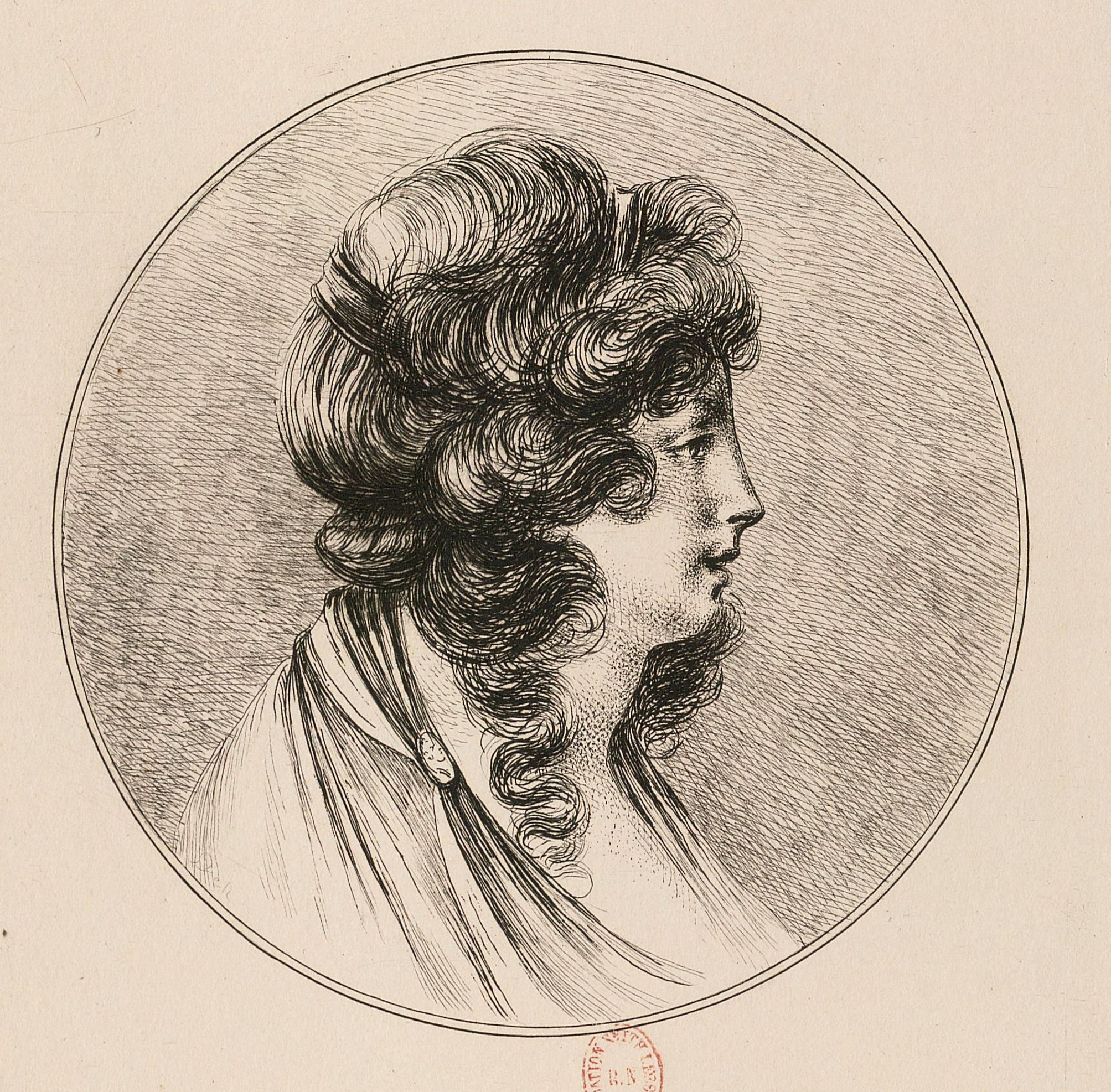
Lady Hamilton.
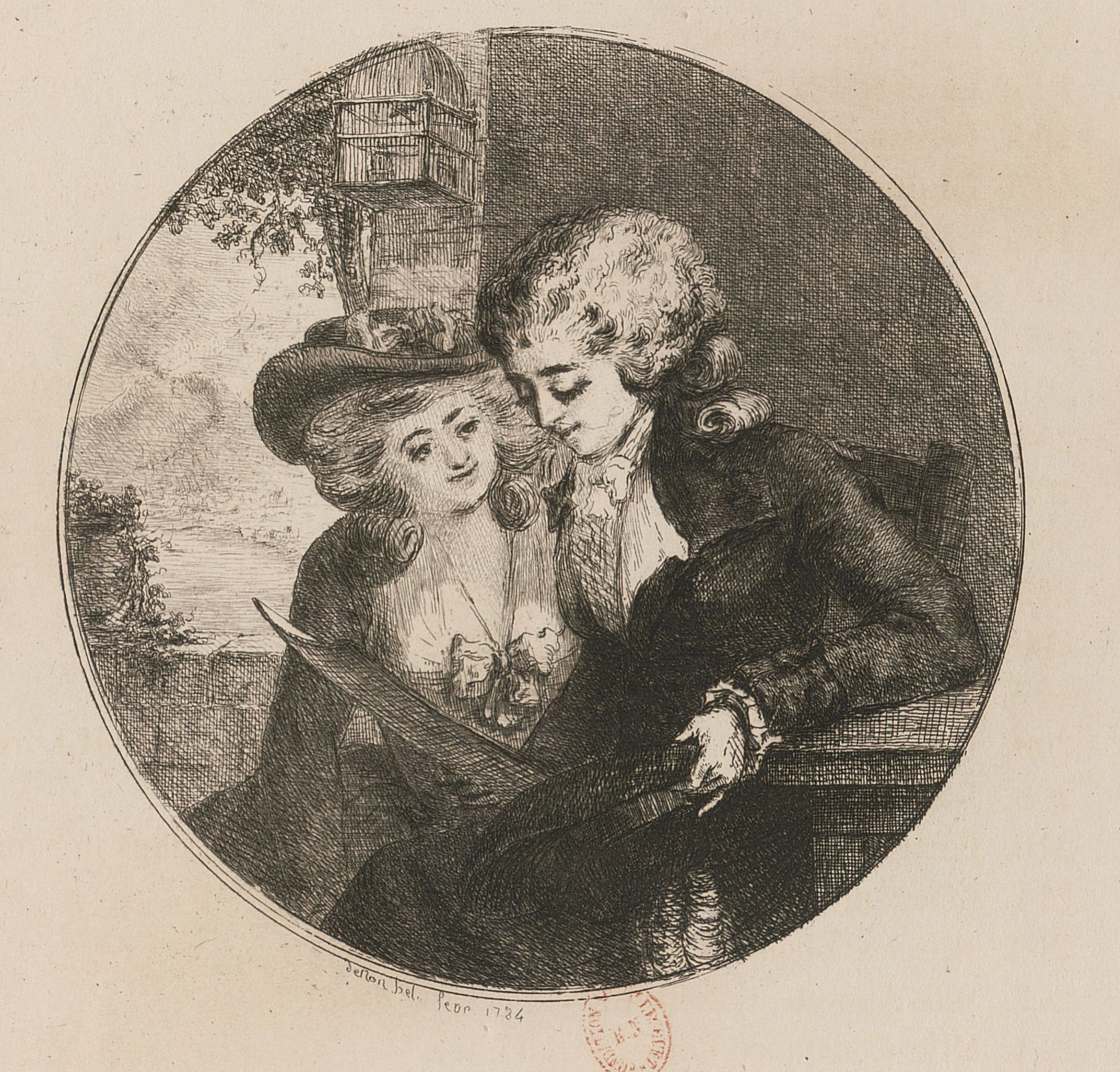
Les sœurs Merry.

Ayant déplu à Marie-Caroline d'Autriche, reine de Naples et de Sicile, et à son ministre anglais John Acton, il donne sa démission en 1782. Il séjourne à Rome, à Florence, à Venise, où il travaille activement à la reproduction à l'eau-forte des dessins des maîtres et des portraits des peintres de la galerie des Offices.
En 1783, il est admis à l'Accademia del disegno de Florence.

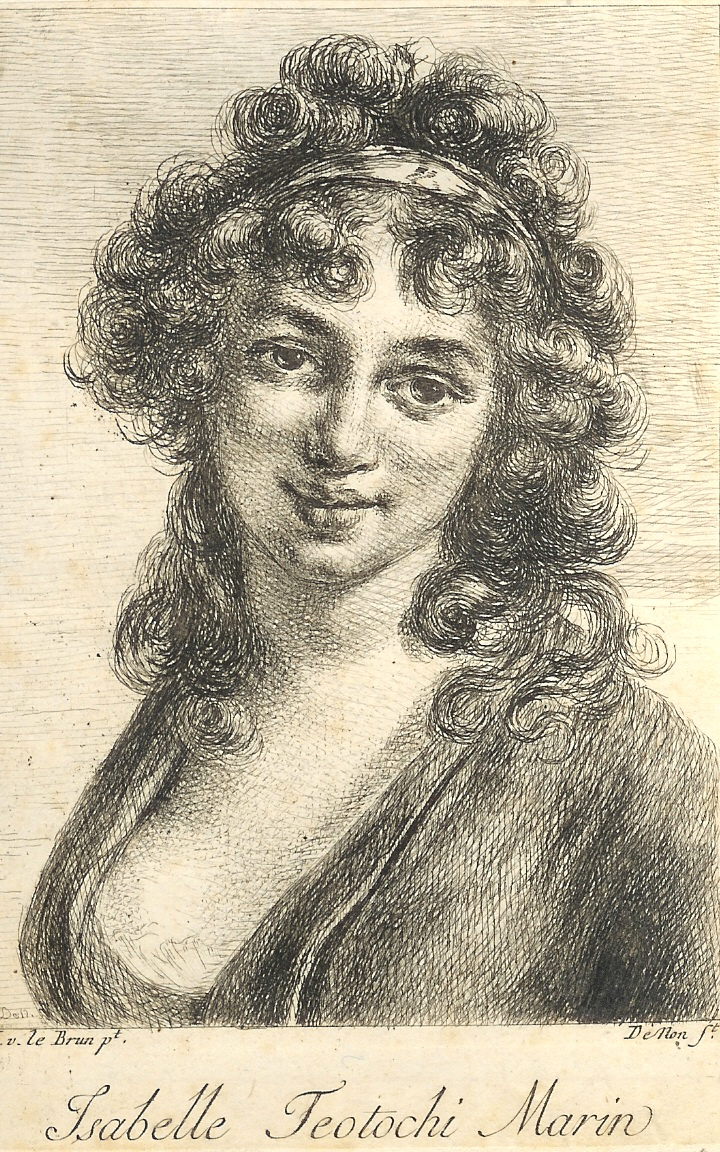
Comtesse Albrizzi
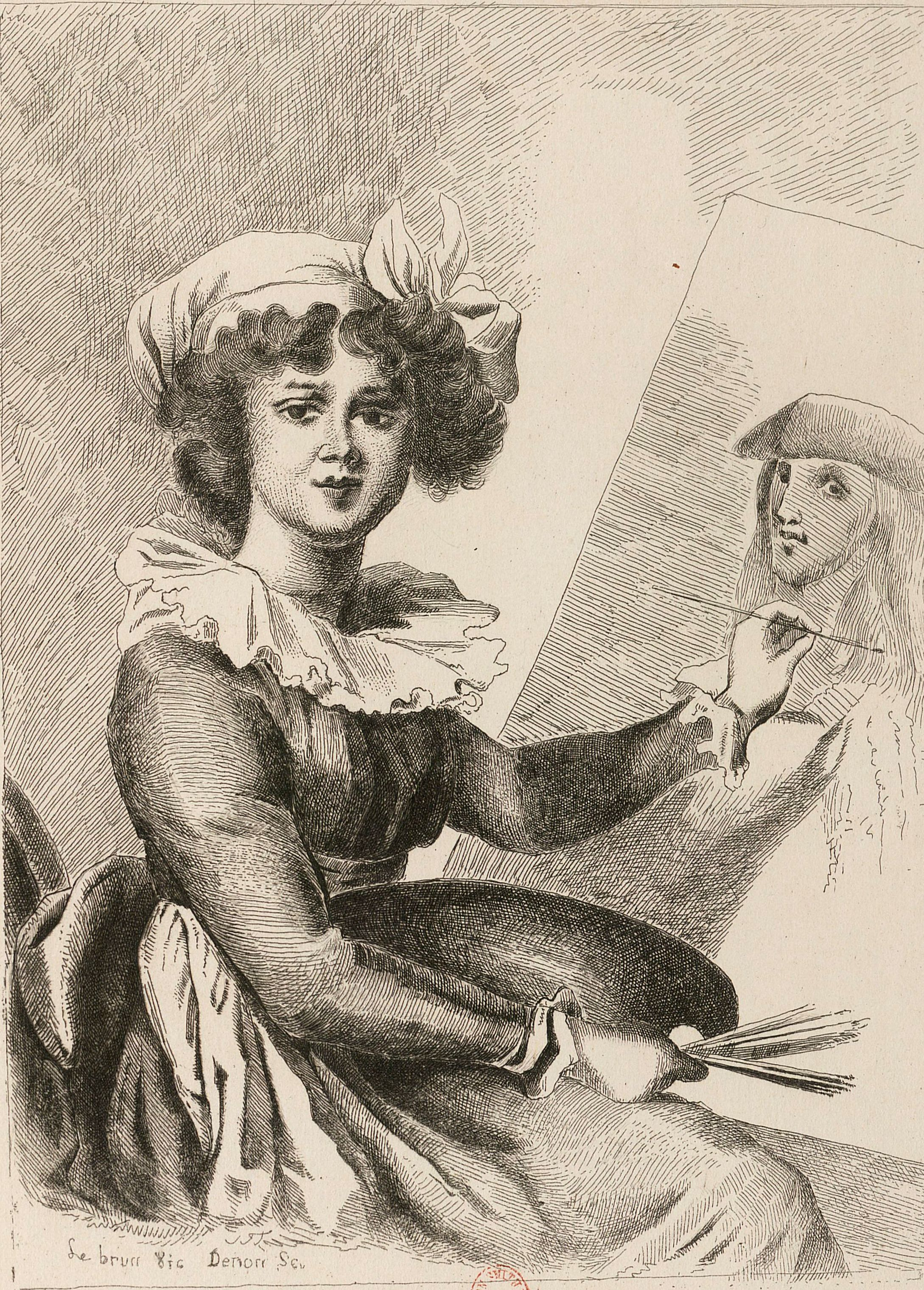
Élisabeth Vigée Le Brun
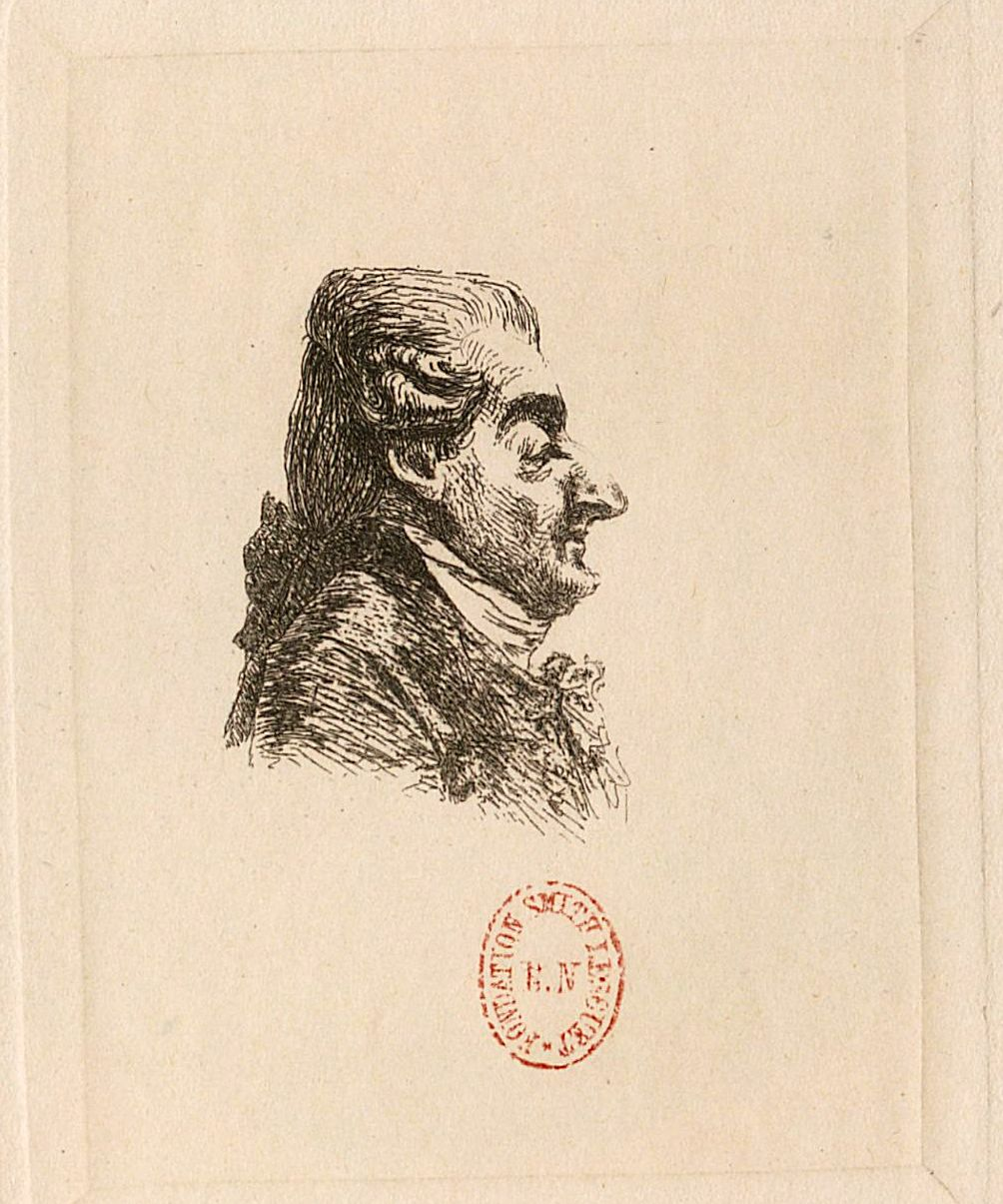
Gaetano Pugnani
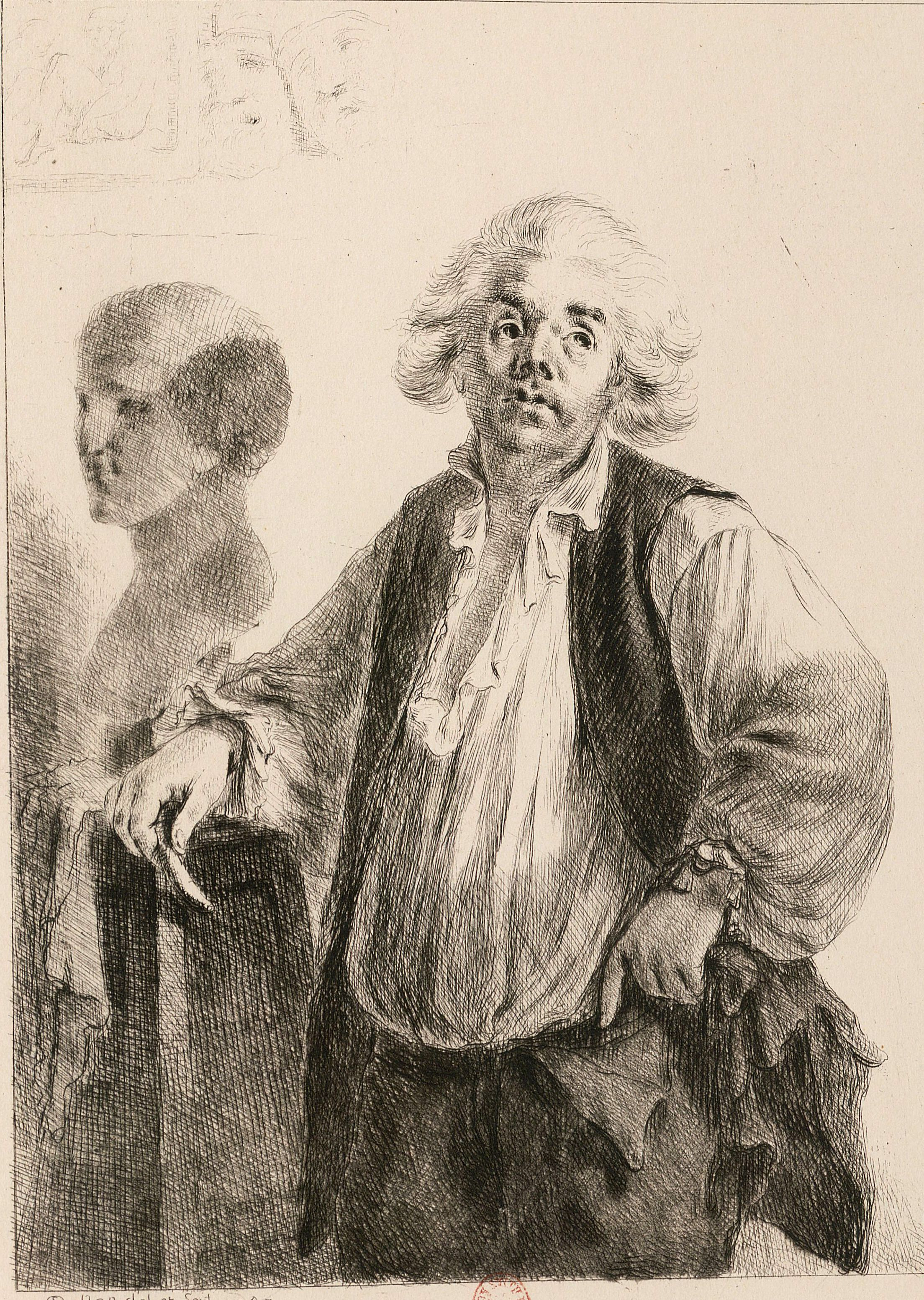
Yves-Marie Le Gouaz

De cette époque aussi datent une foule de portraits des personnalités avec lesquelles il est en relation en Italie, surtout ceux qui fréquentent le célèbre salon de la comtesse Albrizzi, avec qui il gardera une relation épistolaire jusqu'à sa mort.
De retour à Paris en 1785, il est élu en 1787 membre de l'Académie royale de peinture et de sculpture, comme « artiste de divers talents » après la présentation de la gravure Adoration des bergers d'après Luca Giordano.

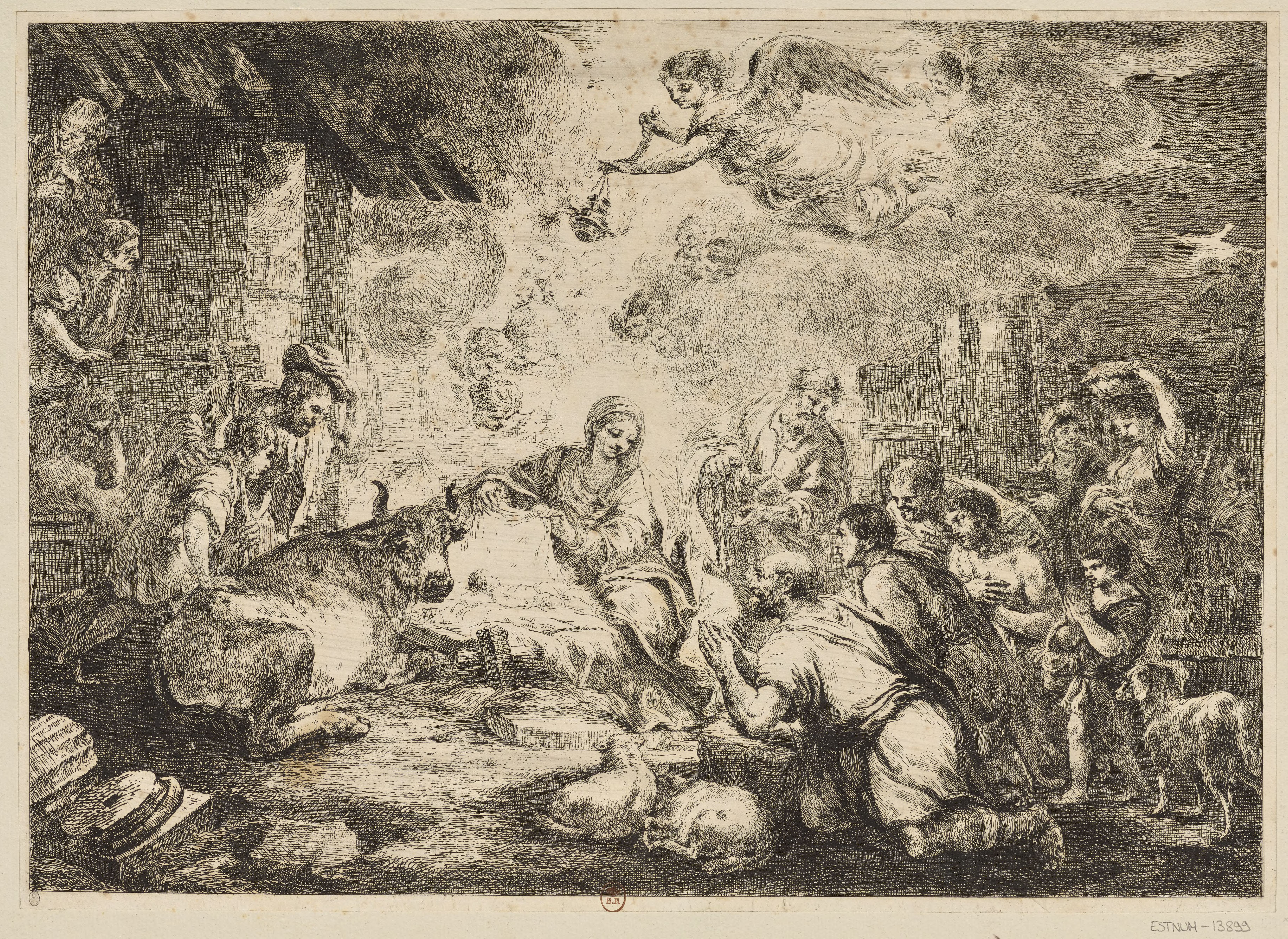
Adoration des bergers
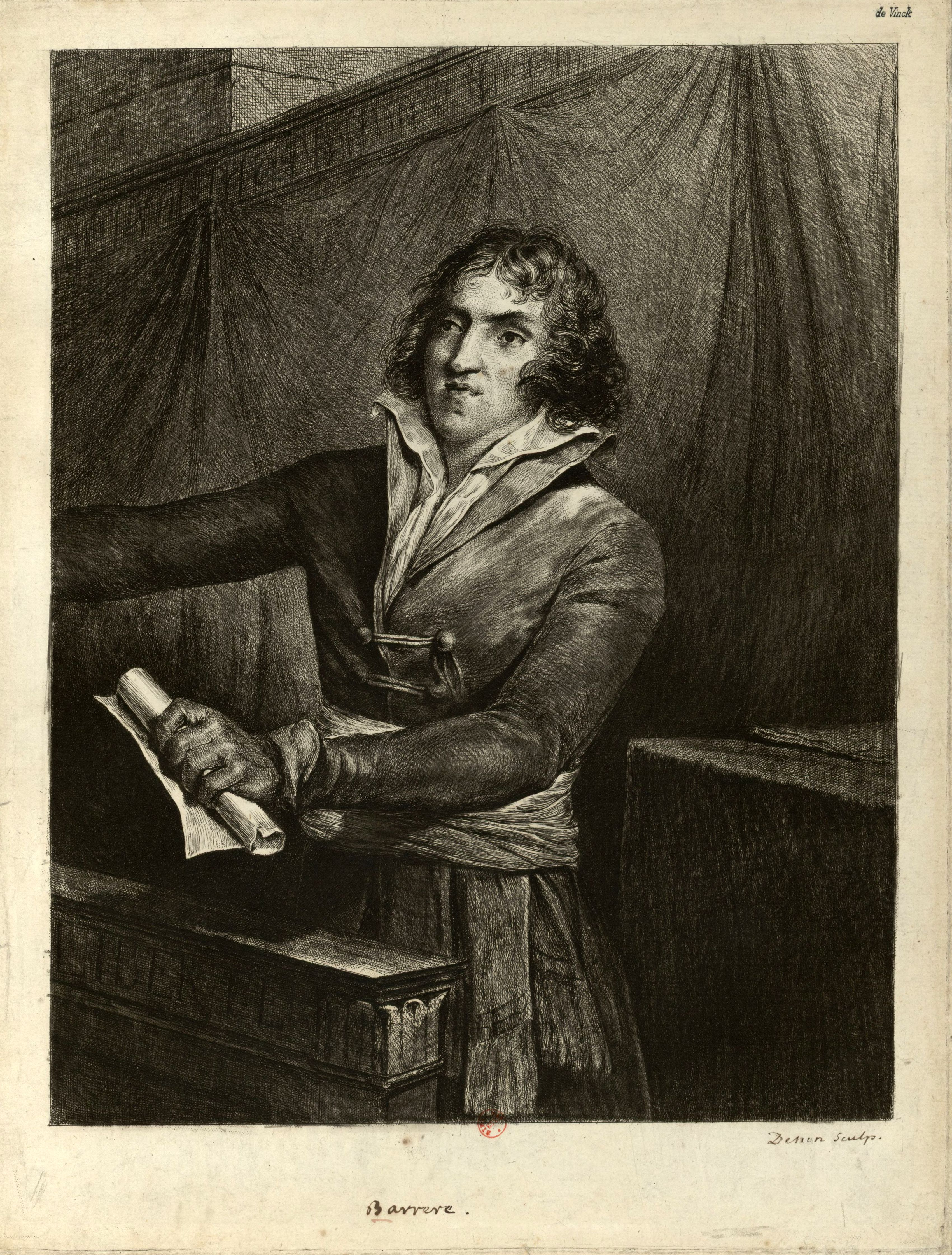
Bertrand Barère à la tribune
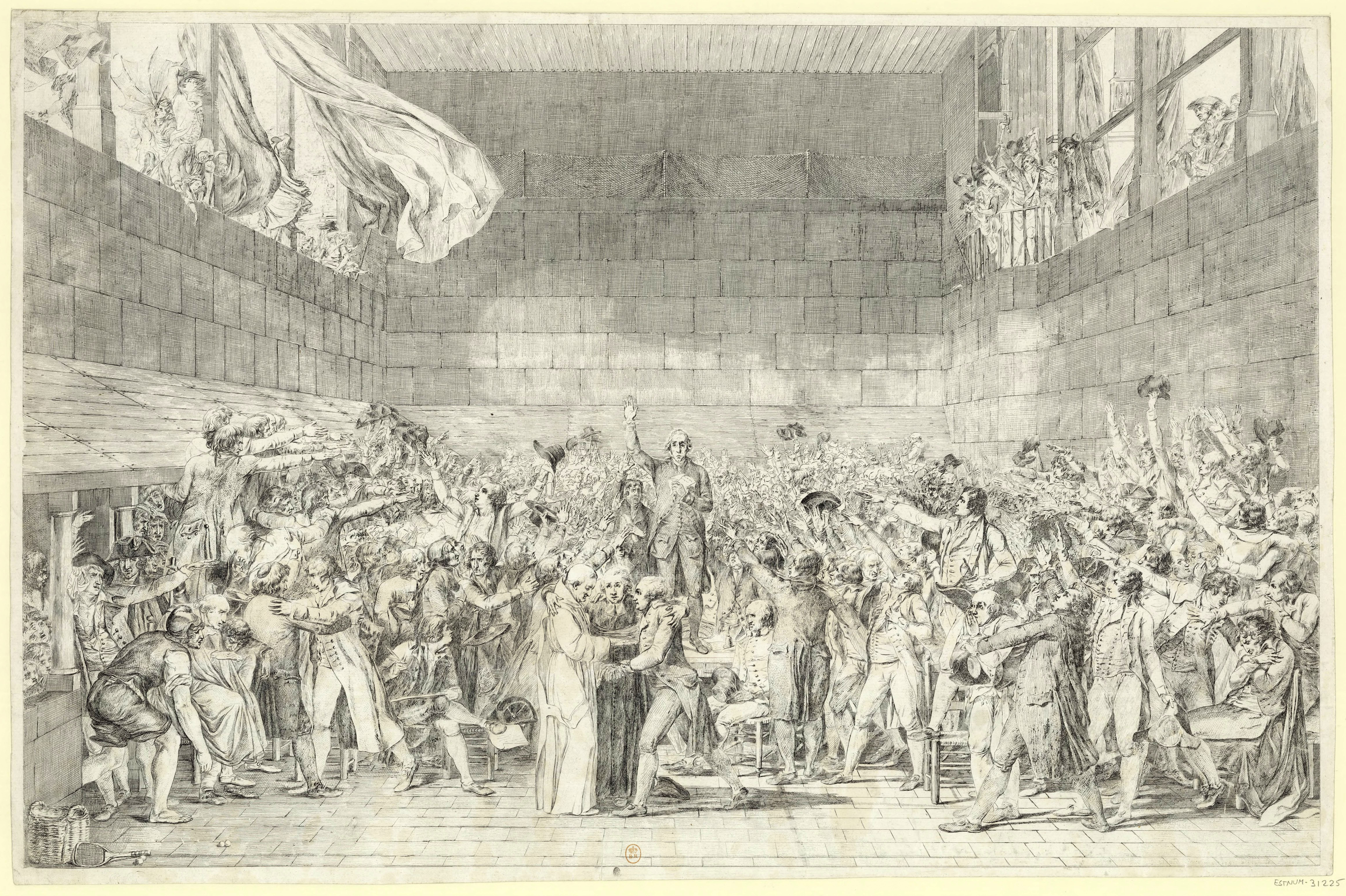
Serment du Jeu de Paume (d'après David)

En 1788, pour fuir la Révolution, Denon se réfugie à Venise. Il est reçu en 1789 à l'Accademia Clementina de Bologne, puis élu en 1791 accademico d'onore à l'Accademia di Belle Arti de Venise.
| - D'après une pierre gravée antique - La belle napolitaine |

Il revient à Paris en 1793, en pleine Terreur, pour éviter la confiscation de ses biens. Il doit sa radiation de la liste des émigrés à l'intervention de son ami le peintre Jacques-Louis David. Pour lui complaire, il grave le Serment du Jeu de paume, une oeuvre de dimensions exceptionnelles. Il fait encore, à l'eau-forte et au lavis, un remarquable portrait de Bertrand Barère à la tribune, d'après un dessin de Jean-Baptiste Isabey. David lui confie aussi la gravure de ses costumes républicains (visible sur Commons : Costumes français de la Convention), ce qui procure à Denon l'occasion de gagner les bonnes grâces de Robespierre.
En 1793, alors qu’il traverse des difficultés financières (la pension royale qui lui avait été accordée ne lui était plus versée en raison des événements révolutionnaires), il rassemble sous le titre d'Ouvrage priapique une série d'estampes qu’il a gravées durant les dix années précédentes. Ces pièces ne sont pas tant libertines que scabreuses, plus burlesques et grotesques qu’érotiques. Il semble s'être inspiré de scènes observées sur les vases antiques ou sur les parois des murs d’Herculanum pendant ses longs séjours en Italie.
Cette publication n'est probablement jamais commercialisée ouvertement : de telles estampes licencieuses auraient, dans le contexte de la terreur, pu lui apporter de graves ennuis. Robespierre jugeait en effet que toute représentation immorale était antirévolutionnaire : il en fallait moins pour perdre une tête ! Les cuivres originaux sont acquis par le libraire Barraud, qui publia de nombreux tirages sous le manteau au cours du XIXe siècle. Une galerie de ces estampes se trouve sur Commons : Œuvres priapiques.

### L'Égypte

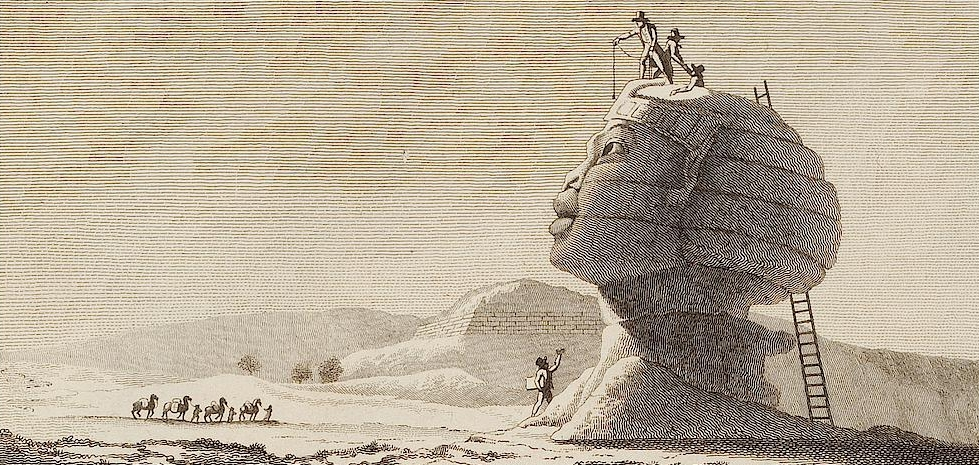
Savants sur le Sphinx de Gizeh

Avec son flair habituel, Vivant Denon se rapproche de Joséphine de Beauharnais et s'attache en temps opportun au général Bonaparte. Il accompagne en 1798 l'expédition d'Égypte avec la Commission des sciences et des arts, et est chargé de dessiner et de décrire les monuments de ce pays. Denon est membre de l'Institut d'Égypte. Il publie deux articles, dans La Décade égyptienne, journal de l'Institut. Il participe à de nombreuses commissions chargés de décrire les monuments égyptiens. Il est de retour en France en 1799, en même temps que Bonaparte.
Sa contribution la plus importante aux travaux de la Commission des sciences et des arts est le récit de ses déplacement en Égypte : son Voyage dans la Haute et Basse Égypte, publié en 1802, connaîtra quarante rééditions au cours du XXe siècle. Sur le plan scientifique, cet ouvrage ne peut pas être comparé avec la monumentale Description de l'Égypte produite par l'ensemble des savants de la Commission des sciences et des arts. Cependant, sa publication en 1802, les 141 gravures, et leurs commentaires abondants, le Voyage dans la Haute et Basse Égypte joua un rôle majeur dans le développement de l'égyptomanie auprès du grand public, et stimula les premières tentatives de déchiffrement des hiéroglyphes.

### Le Louvre
Le 19 novembre 1802, le premier Consul le nomme directeur général du muséum central des arts, qui devient le musée Napoléon, puis le musée royal du Louvre, ainsi qu'administrateur des arts. Sont placés sous son autorité le musée des monuments français, le musée spécial de l'école française de Versailles, les galeries des palais du gouvernement, la monnaie des médailles,, les ateliers de la chalcographie, de gravures sur pierres fines et de mosaïque, ainsi que la manufacture de Sèvres, la manufacture de Beauvais et la manufacture des Gobelins.

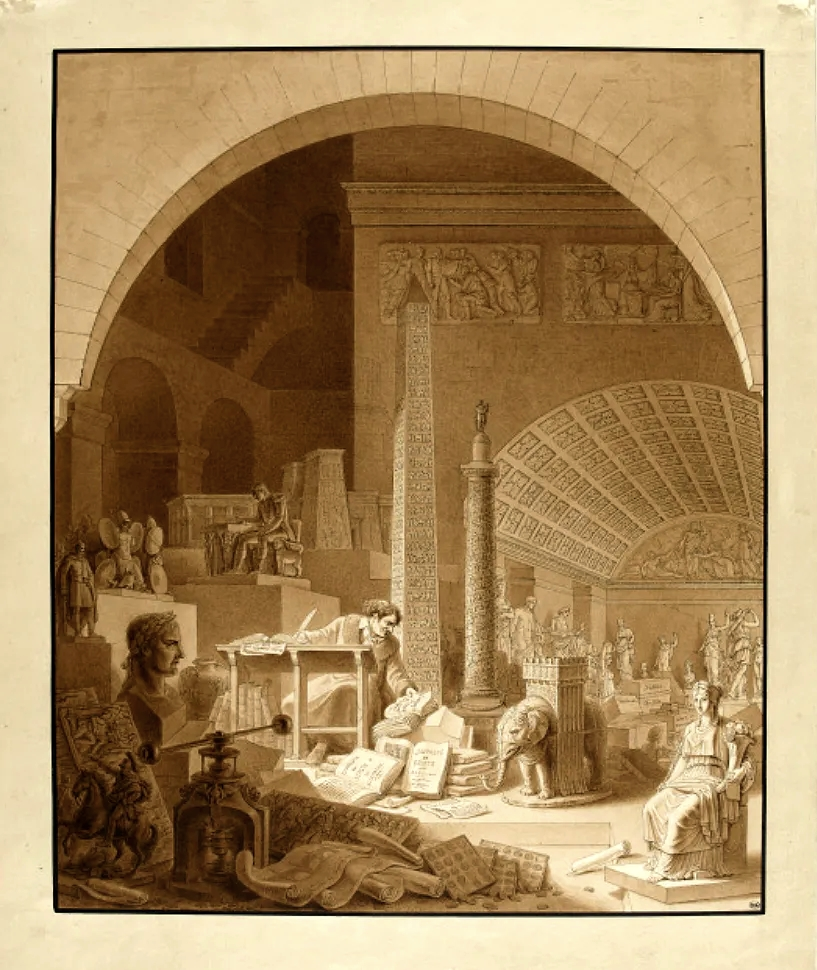
Vivant Denon travaillant dans la salle de Diane au Louvre

Pragmatique, Denon sait profiter des circonstances. Il prend part à toutes les grandes entreprises monumentales de Napoléon, et il l'accompagne dans ses grandes campagnes. C'est lui qui est l'initiateur de l'enrichissement du Louvre avec des prises faites dans les musées des pays conquis. Lui qui avait signé en 1796 la pétition pour appuyer les thèses de Quatremère de Quincy contre le déplacement des œuvres d'art saisies à Rome, fait sept ans plus tard un discours flamboyant devant ses confrères de l'Institut pour saluer l'arrivée des antiquités en provenance d'Italie. À cette occasion, il annonce la rédaction d'un « catalogue raisonné » qui « formera tout à la fois, des archives aux arts, une histoire complète du musée Napoléon ».
Vivant Denon fait une quête quasi obsessionnelle d'enrichissement des collections, en repoussant les limites chronologiques et géographiques du musée ; c'est aussi dans l'intention de faire du Louvre un véritable « outil » au service de l'histoire de l'art, un instrument pédagogique pour tous les publics.
C'est dans cette optique qu'à peine ses fonctions prises, il entreprend de réorganiser l'accrochage de la Grande Galerie : « Dans quelques mois, en parcourant la galerie, on pourra faire sans s'en apercevoir un cours historique de l'art de la peinture », annonce-t-il au Premier Consul dans une note qu'il fait aussitôt paraître dans Le Moniteur. C'est d'ailleurs essentiellement au travers de la presse que Denon s'exprime pendant tout son directorat. 
L'« approche plus historique de l'art » que favorise ainsi Denon trouve son illustration la plus marquante avec l'exposition de peintures dites des « écoles primitives » qu'il organise au Louvre en 1814.
En l'espace d'une dizaine d'années, Denon organise le plus grand rassemblement d'œuvres d'art qui ait jamais existé. Antiquités, tableaux, sculptures, dessins, objets, livres et manuscrits sont prélevés dans les collections princières des territoires conquis par Napoléon, afin de créer « le plus beau musée de l'Univers ».
Au travers des manufactures placées sous son autorité, et par le biais des commandes qu'il passe aux peintres, sculpteurs et graveurs, Denon suit de près et oriente la création artistique, en la soumettant à la propagande impériale. Dans ce contexte, il est étonnant que le directeur des Arts ne se soit pas davantage engagé dans les débats esthétiques de son temps. Il n'intervient officiellement qu'une seule fois, à propos de la statue du Premier Consul commandée à Chaudet pour le Corps législatif. Elle fournit à Denon le prétexte à un vibrant plaidoyer en faveur du nu à l'antique dans la sculpture, publié dans les pages du Moniteur au mois d'avril 1804.
S'il s'est peu répandu en écrits et en commentaires – il « ne pouvait souffrir ces dissertations métaphysiques où les auteurs voient ou croient voir dans les productions des artistes ce que ces artistes n'ont jamais songé à y mettre », Denon a cependant considérablement bouleversé le paysage artistique et patrimonial du début du siècle en faisant du Musée central des arts, ouvert au public dans le Palais du Louvre depuis 1793, le musée Napoléon.
En 1812, le peintre Pierre-Paul Prud'hon réalise son portrait, aujourd'hui conservé au musée du Louvre.
Après Waterloo, Denon assiste au démantèlement du musée. Beaucoup des objets dépouillés des musées des pays conquis par Napoléon sont restitués après la chute de l'empire en 1815.
Avant de donner sa démission en octobre 1815, il prend soin de faire recopier sa correspondance des derniers mois et d'y apporter des commentaires qui permettront à l'historien de suivre au jour le jour les démarches des représentants des nations spoliées venues récupérer leurs biens, et de mieux comprendre ces moments déterminants pour la recomposition du patrimoine européen.
Ce souci du jugement de la postérité est caractéristique de la démarche de Denon, tout comme la justification du musée Napoléon qu'il donne en introduction à ce véritable journal de bord – publié avec sa correspondance administrative – est révélatrice de sa pensée : « Une telle réunion [d'œuvres d'art], cette comparaison des efforts de l'esprit humain dans tous les siècles, cette chambre ardente où le talent était sans cesse jugé par le talent, cette lumière, enfin, qui jaillissait perpétuellement du frottement de tous les mérites vient de s'éteindre sans retour. » 
Le souvenir de ce rassemblement est conservé grâce aux dix-sept volumes de l'Inventaire du musée, rédigé à partir de 1810 sous la direction de Denon et supervisé par Stendhal. Cet Inventaire constitue un témoignage de la richesse artistique des collections de l'Empereur et des collections publiques. Il rend compte notamment des réflexions taxonomiques et muséologiques sous le Premier Empire et offre une connaissance claire et précise sur de nombreuses œuvres d'art.

### Dernières années
À la chute de l'Empire, ayant remis à Louis XVIII sa démission de toutes les charges officielles qu'il occupait, Denon n'en continue pas moins à se consacrer aux arts et à sa collection. Il entreprend d'écrire son « histoire de l'art » et y passe les dernières dix années de sa vie à préparer les planches de cet ouvrage.
C'est grâce à Amaury Duval que son « histoire de l'art » voit le jour. On lui doit la quasi-totalité des commentaires des quelque trois cent sept planches réunies en quatre grands tomes : Monuments des arts du dessin chez les peuples tant anciens que modernes, recueillis par Vivant Denon publiés en 1829, quatre années après la mort de Denon.
Selon Amaury Duval, Denon serait aussi le principal auteur d'un ouvrage qui fut publié en 1821 : Galerie française ou collection de portraits des hommes et des femmes qui ont illustré la France [3 tomes]. On ne sait rien de plus sur l'implication de Denon, en dehors des quatre textes qu'il rédigea sur des artistes du XVIIe siècle : le graveur Gérard Audran, le sculpteur Pierre Puget (t. II, pp395-399) et les peintres Nicolas Poussin (t. II, pp. 139-144) et Claude Gellée (t. II, pp.207-210).

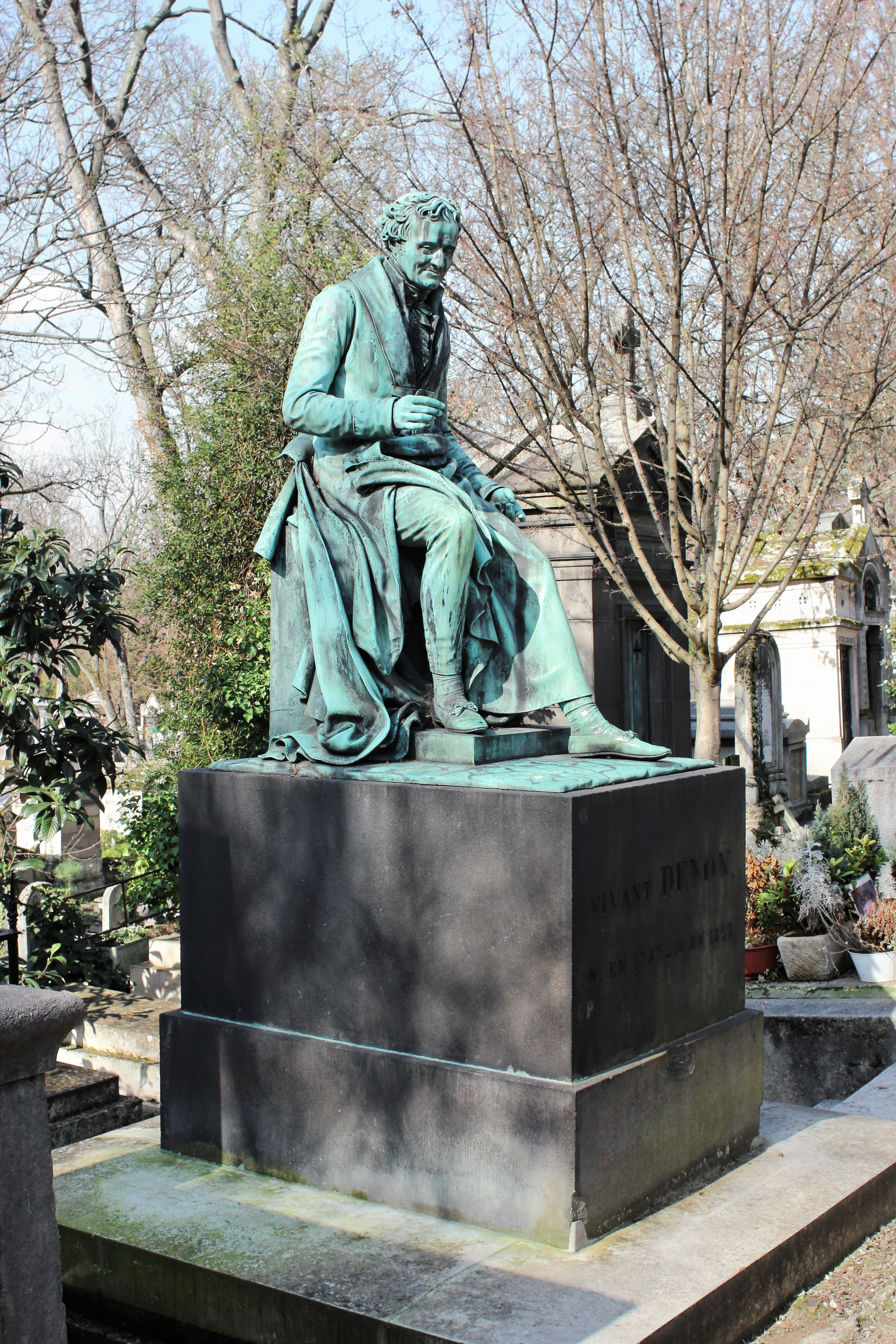
Tombeau de Vivant Denon (1826) par Pierre Cartellier

Dominique Vivant Denon meurt le 27 avril 1825 au 8 quai Voltaire à Paris et est inhumé au cimetière du Père-Lachaise (10e division). Le peintre Antoine-Jean Gros et le géographe Edme François Jomard prononcent son éloge funèbre.
En avril 1826, sa collection est vendue aux enchères. Son ampleur peut être évaluée en consultant le catalogue, qui comporte 225 pages.
Ni historien ni archéologue, ni théoricien ni savant, Denon n'en fut pas moins estimé par les personnalités les plus éminentes de son temps. La richesse de son parcours, la diversité de ses expériences ont fait de lui un personnage recherché. C'est certainement dans la conversation – art dans lequel, selon ses contemporains, il excellait – que l'on pouvait goûter le mieux la qualité de son esprit. Homme du XVIIIe siècle par son approche de l'art en « connaisseur », Denon fut aussi un pionnier par l'originalité de ses goûts et le désir qu'il avait de les faire partager. Sa vie est très bien résumée par lui-même :

« Je n'ai rien étudié, parce que cela m'eût ennuyé. Mais j'ai beaucoup observé, parce que cela m'amusait. Ce qui fait que ma vie a été remplie et que j'ai beaucoup joui. »

— Vivant Denon à Lady Morgan

## Œuvres

### Arts graphiques

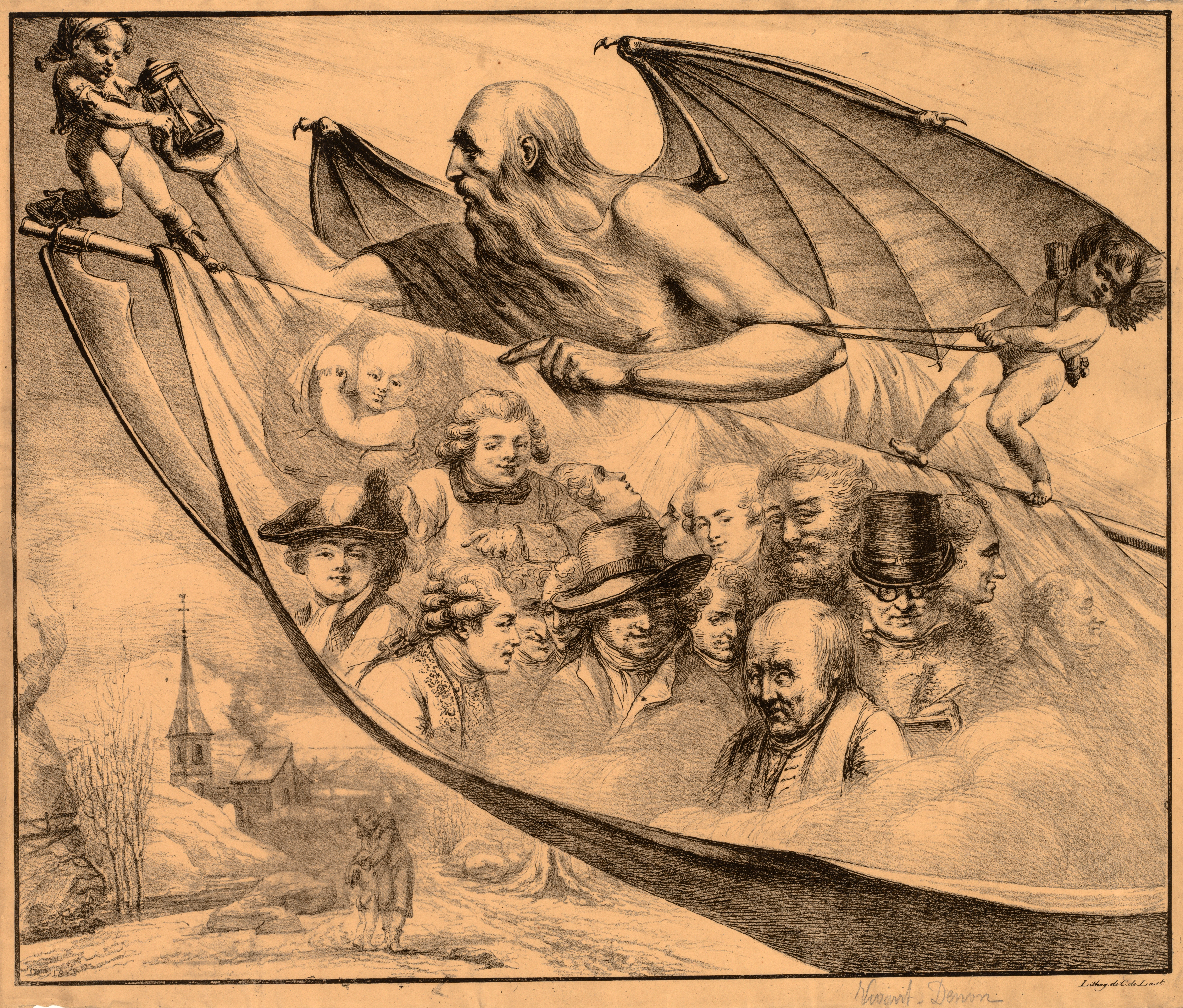
Portraits de l'artiste à des âges différents (1818)

Jean Adhémar indique que Denon apprit le métier d'aquafortiste en copiant des estampes de Callot et de Stefano Della Bella ; il grave de nombreuses eaux-fortes dans le goût de Rembrandt (comme Jean-Jacques de Boissieu). Il fut l'un des premiers à pratiquer la lithographie, technique apprise directement au cours d'une mission en Allemagne en 1809, dans l'atelier même de leurs découvreurs, les frères Senefelder.
Les possibilités offertes par ce nouveau procédé de reproduction incitèrent Denon à faire lithographier une partie des œuvres de sa propre collection et publiées dans Monuments des arts du dessin chez les peuples tant anciens que modernes.
Ses eaux-fortes ont été réunies dans une publication faite par les soins d'Albert de La Fizelière (L'Œuvre originale de Vivant-Denon; Paris, 1872-1873, 2 vol in-4).
Vivant Denon a contribué aux gravures publiées entre 1806 et 1820 par Alexandre de Laborde dans son monumental Voyage pittoresque et historique en Espagne
Au British Museum on trouve presque mille dessins et gravures dans la collection d’œuvres numérisés.
Au New York Public Library digital collection on trouve presque quatre cents œuvres de Denon.

### Écrits de Vivant Denon

#### Voyages
- Voyage en Sicile, Paris, P. Didot l’aîné, 1788, 233 p. (lire en ligne sur Gallica).

- Elena Del Panta, Pages d'un journal de voyage en Italie (1788) : Journal de Vivant Denon, Paris, Gallimard, coll. « Le Cabinet des lettrés, », 1998, 112 p. (ISBN 9782070753758, présentation en ligne).

- Voyage dans la Basse et la Haute-Égypte : pendant les campagnes du général Bonaparte, t. 1, Paris, P. Didot l’aîné, 1802, 322 p. (lire en ligne).

Voyage dans la Basse et la Haute-Égypte : pendant les campagnes du général Bonaparte, t. 2, Paris, P. Didot l’aîné, 1802.
Voyage dans la Basse et la Haute-Égypte : pendant les campagnes du général Bonaparte, t. 3, Paris, P. Didot l’aîné, 1802, 296 p. (lire en ligne).
Voyage dans la Basse et la Haute-Égypte : Les Planches, t. 4, Paris, P. Didot l’aîné, 1802, 63 p. (lire en ligne).
(en) Travels in Upper and Lower Egypt During the Campaigns of General Bonaparte (trad. Arthur Aikin), t. 1, New York, Samuel Campbell, 1803, 307 p. (lire en ligne).
(en) Travels in Upper and Lower Egypt During the Campaigns of General Bonaparte (trad. Arthur Aikin), t. 2, New York, Samuel Campbell, 1803, 378 p. (lire en ligne).
(en) Travels in Upper and Lower Egypt During the Campaigns of General Bonaparte (trad. Arthur Aikin), t. 3, London, Longmans, 1803, 365 p. (lire en ligne).
Les planches de l'édition de 1802 sont visibles sur Commons : Voyage dans la Basse et la Haute Égypte de Dominique Vivant Denon (1802) - Les Planches.
Voyage dans la Basse et la Haute Egypte, pendant les campagnes du général Bonaparte, Londres, 1802, imprimé, aux frais de Jean-Gabriel Peltier, par Cox Fils et Baylis.
Les Monuments de la Haute-Égypte : manuscrit inédit, Chalon-sur-Saône, Comité Vivant Denon, 2003, 201 p. (ISBN 978-2951233478).
- Sur l’expédition de Bonaparte en Égypte (trad. de l'arabe), Arles, Éd. Actes Sud, coll. « Babel », 1998, 329 p., in-8° (ISBN 2-7427-1458-8). — Témoignages croisés de Dominique Vivant Denon et de Abd al-Rahmân ibn Hasan al-Gabarti commentés par Mahmoud Hussein. Contient un glossaire. Rééd. en 2008 (même éditeur).

#### Œuvres graphiques
- Vivant Denon et Amaury Duval, Monuments des arts du dessin chez les peuples tant anciens que modernes : recueillis par Vivant-Denon, t. 1, Paris, Brunet Denon, 1829, 390 p. (disponible sur Internet Archive).

Vivant Denon et Amaury Duval, Monuments des arts du dessin chez les peuples tant anciens que modernes : recueillis par Vivant-Denon, t. 2, Paris, Brunet Denon, 1829, 356 p. (lire en ligne).
Vivant Denon et Amaury Duval, Monuments des arts du dessin chez les peuples tant anciens que modernes : recueillis par Vivant-Denon, t. 3, Paris, Brunet Denon, 1829, 292 p. (lire en ligne).
Vivant Denon et Amaury Duval, Monuments des arts du dessin chez les peuples tant anciens que modernes : recueillis par Vivant-Denon, t. 4, Paris, Brunet Denon, 1829, 291 p. (lire en ligne).
- L'oeuvre originale de Vivant Denon, ancien directeur général des musées : collection de 317 eaux-fortes dessinées et gravées par ce célèbre artiste, réunion formant l'album le plus complet et le plus varié pour l'étude de la gravure à l'eau forte avec une notice très détaillée sur sa vie intime, ses relations et son œuvre par M. Albert de La Fizelière, t. 1, Paris, A. Barraud, 1873, 438 p. (lire en ligne sur Gallica).

L'oeuvre originale de Vivant Denon, ancien directeur général des musées : collection de 317 eaux-fortes dessinées et gravées par ce célèbre artiste, réunion formant l'album le plus complet et le plus varié pour l'étude de la gravure à l'eau forte avec une notice très détaillée sur sa vie intime, ses relations et son œuvre par M. Albert de La Fizelière, t. 2, Paris, A. Barraud, 1873, 438 p. (lire en ligne sur Gallica).

#### Correspondances
- Lettres à Isabella Teotochi : 1788-1816, Paris, Paris-Méditerranée, coll. « Cachet volant », 1998, 272 p. (ISBN 9782842720414).

- Vivant Denon, Piergiorgio Brigliadori, Fausta Garavini (dir.) et al., Lettres à Bettine, Arles, Actes Sud, 1999, 622 p. (ISBN 978-2742723911).

- Marie-Anne Dupuy, Isabelle Le Masne de Chermont et Elaine Williamson, Vivant Denon, directeur des musées sous le Consulat et l'Empire, correspondance (1802-1815), Paris, Réunion des musées nationaux, coll. « Notes et documents des musées de France », 1999, 1468 p. (ISBN 978-2711839179).

- Françoise Janin, Négocier sur un volcan : Dominique Vivant Denon et sa correspondance de Naples avec le comte de Vergennes (1782-1785), P.I.E. Peter Lang SA, coll. « PLG. Humanités », 2002, 689 p. (ISBN 978-9052013305).

#### Romans
- Point de lendemain, 1777, seconde version remaniée en 1812.

## Décorations
- Chevalier de la Légion d'honneur (1808)[37]

La Biothèque royale de Belgique conserve le diplôme de nomination à Chevalier de la Légion d'Honneur accordé au sieur Denon, Directeur du Musée Napoléon, de la Monnaie, des Médailles et de l'Institut Impérial de France, par Napoléon, par la grâce de Dieu Empereur des Français, roi d'Italie, Protecteur de la Conféderation du Rhin. Signé à Bayonne le 29 juin 1808, le document sur parchemin porte la signature autographe et le sceau de l'Empereur.
- Officier de la Légion d'honneur (1809)[38]

## Hommages

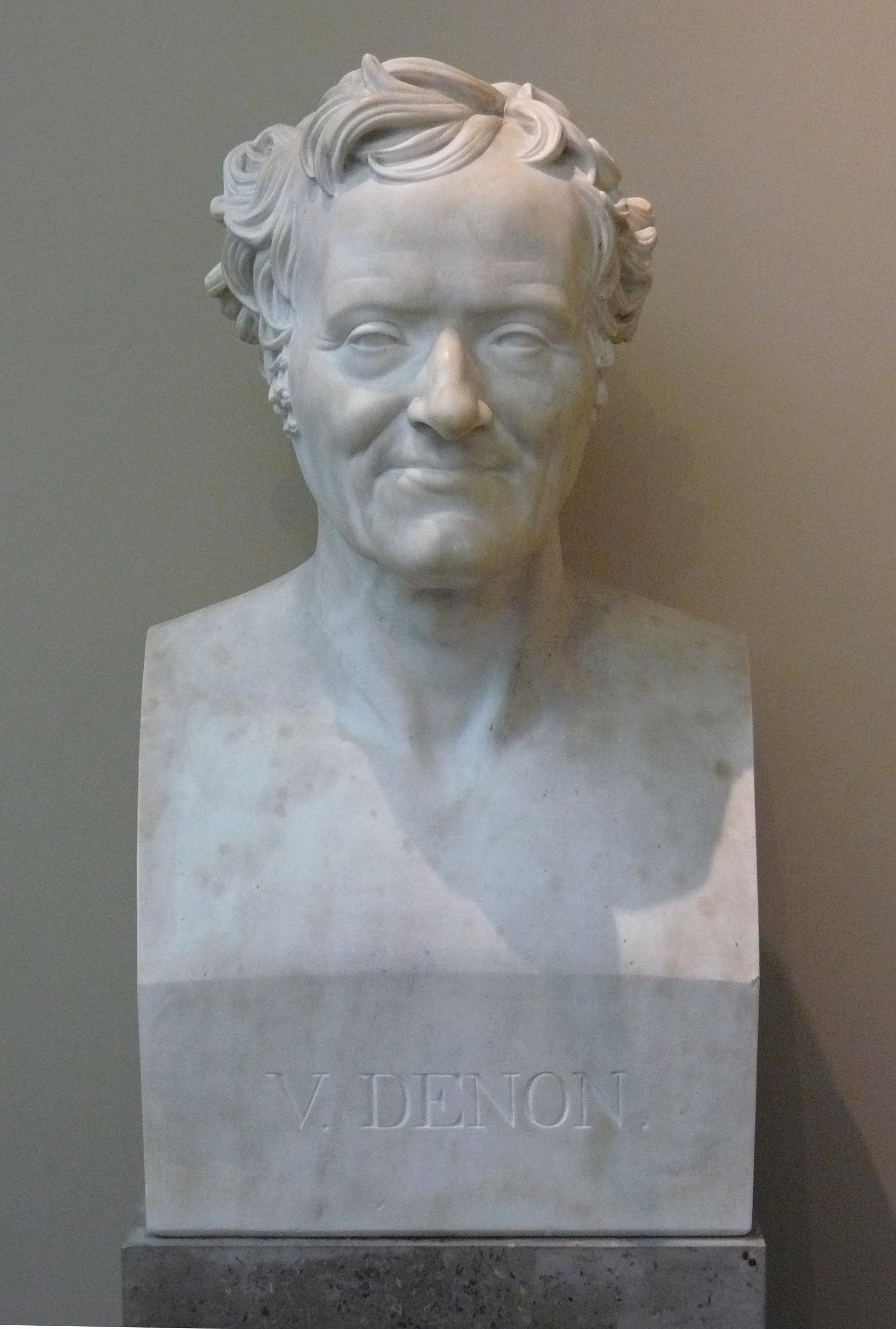
Vivant Denon (1827) par Joseph Charles Marin.

- En 1866 est inauguré le musée Denon à Chalon-sur-Saône en Saône-et-Loire, ville natale de Vivant Denon.
- Une aile de l'actuel musée du Louvre à Paris porte son nom; celle parallèle au quai de la Seine.
- En octobre 2008, le site internet officiel du Louvre fait renaître Dominique Vivant Denon ; dessiné par François Place. Partenaire particulier des enfants, il les entraîne dans son atelier, leur raconte des histoires invraisemblables, mais toutes vraies sur les œuvres et le musée.
- En juillet 2016, en hommage à son premier directeur, le musée du Louvre ouvre le Centre Dominique-Vivant Denon[39], centre de ressources accessible à tous sur inscription, et organisateur de manifestations scientifiques portant notamment sur l'histoire et l'actualité du musée. Un catalogue des ressources de ce centre est mis à la disposition du public[40].